# Yeşilköy, Çayeli
Yeşilköy là một xã thuộc huyện Çayeli, tỉnh Rize, Thổ Nhĩ Kỳ. Dân số thời điểm năm 2010 là 124 người.